# Žan Beleňuk
Žan Beleňuk (* 24. ledna 1991 Kyjev, Sovětský svaz) je ukrajinský zápasník klasik, stříbrný olympijský medailista z roku 2016.

## Sportovní kariéra
Narodil se v Kyjevě Ukrajince a africkému studentovi z Rwandy. Jeho otec byl letecký pilot, který zemřel v občanské válce ve Rwandě. Klasickému stylu zápasení se věnuje od desíti let. Jeho domovským klubem je Sparta Kyjev, kde začínal pod vedením Vitalije Kyselycy. Jeho osobním trenérem je Oleksij Dobrovolskyj. V ukrajinské seniorské reprezentaci se pohybuje od roku 2012 ve střední váze do 84 (85) kg. V roce 2016 startoval jako úřadující mistr světa na olympijských hrách v Riu. Ve finále olympijského turnaje nestačil na ruského reprezentanta Davita Čakvetadzeho a získal stříbrnou olympijskou medaili.

## Výsledky
| Turnaj             | 2012         | 2013         | 2014         | 2015         | 2016         |
| Turnaj             | 21           | 22           | 23           | 24           | 25           |
| Turnaj             | střední váha | střední váha | střední váha | střední váha | střední váha |
| ------------------ | ------------ | ------------ | ------------ | ------------ | ------------ |
| Olympijské hry     | —            |              |              |              | 2.           |
| Mistrovství světa  |              | —            | 3.           | 1.           |              |
| Evropské hry       |              |              |              | 2.           |              |
| Mistrovství Evropy | 3.           | úč.          | 1.           | 2.           | 1.           |